# Красна площа (фільм, 1970)
«Красна площа. Два оповідання про робітничо-селянську армію» — радянський двосерійний художній фільм, знятий у 1970 році режисером Василем Ординським.

## Сюжет
У фільмі йдеться про народження Червоної армії, фронтову дружбу, стійкість духу, любов і молодість країни Рад. У центрі сюжету — історія одного полку з грудня 1917 року до перших перемог над німцями і контрреволюції в лютому 1918 року. У сценарії використано історичний факт — складання військової присяги на Красній площі, проводи В. І. Леніним бійців на фронт.

## У ролях
- Станіслав Любшин —  комісар Дмитро Сергійович Амелін
- В'ячеслав Шалевич —  підпоручик Микола Павлович Кутасов, у 1919 році — начдив
- Валентина Малявіна —  Наталія Гаврилівна, дружина Кутасова
- Сергій Никоненко —  матрос-анархіст Володя Кольцов, у 1919 році — командир бронепоїзду
- Уно Лойт —  солдат-естонець Уно Партс
- Павло Кормунін —  кулеметник-білорус Карпушонок
- Віктор Шульгін —  Камишов, у 1919 році — комполка
- Олександр Кайдановський —  «Кащей»
- Сергій Яковлєв —  В. І. Ленін
- Олександр Кутепов —  Я. М. Свердлов
- Роман Хомятов —  командарм
- Дмитро Масанов —  начальник штабу дивізії
- Микола Парфьонов —  начальник політвідділу армії

## Знімальна група
- Режісер-постановник —  Василь Ординський
- Автори сценарію —  Юлій Дунський,  Валерій Фрид
- Оператори-постановники —  Валентин Железняков,  Борис Травкін
- Художник-постановник —  Леонід Платов
- Композитор —  Веніамін Баснер